# No More Heroes
No More Heroes je naslov Wii igre koju bi mogli svrstati u dva žanra. Možemo reći da je igra akcijska avantura, kao i dobro nam poznati žanr kojeg je proslavio GTA serijal - Sandbox. Ono što igri daje garanciju kvalitete je čovjek imena Goichi Suda (poznat i kao Suda51) koji je zaslužan za jednu od najbizarnijih igara prošle generacije - GC i PS2 igru imena Killer 7. Iako u ove dvije igre možemo naći određene sličnosti (ponajprije u Cell-shaded grafičkoj strani) tematika ove dvije igre će se razlikovati. Dok je Killer 7 bio orijentiran na političke probleme, No More Heroes će se baviti socijalnom tematikom. 
Ova igra proizvođača Grasshopper Manufacture, uz dva izdavača Marvelous Interactive Inc. i Spike, svijetlo bi dana na Europskom kontinentu trebala ugledati ili krajem 2007. ili početkom 2008. Japanci bi svoju inačicu trebali dobiti još ove godine. Zanimljivo je spomenuti kako je prvobitni naziv igre bio jednostavno Heroes.

## Radnja
Priča igre No More Heroes vrti se oko glavnog lika imena Travis Touchdown, utemeljenog na poznatom glumcu Johnny Knoxvilleu. Travis je tipičan otaku (ljubitelj animea) koji živi u izmišljenom gradiću Santa Destroy, u Kaliforniji. Putem internet aukcije, Travis dobiva tzv. beam Katanu (u narodu poznatiju kao svjetlosni mač). Ubrzo nakon toga postaje plaćeni ubojica i ubija Heltera Skeltera, čime postaje broj 11 po rankingu UAA. Sylvia Christel, koja je također jedna od ubojica izaziva Travisa da se na UAA ljestvici pokuša popeti još više i postane broj 1. Naravno, kao svaki pravi muškarac, Travis prihvaća izazov, i tu naša priča počinje. Osim Sylvie, iz trailera znamo kako će se u igri pojaviti i likovi Destroymana (ubojitog super heroja ubojice), djevojka u školskoj odori - Shinobu, te Naomi kao saveznica glavnom liku...

## Način igre
Za razliku od igre Killer 7, igrači će u ovoj igri moći igrati isključivo s jednim likom - Travisom. Igra će nam ponuditi veliki svijet sličan onom u GTA serijalu, koji će biti moguće istražiti ili pješice ili na svom motoru imena Schpel Tiger. Proizvođači također spominju mogućnost vožnje nekih drugih vozila, iako ih kao u GTA igrama nećemo moći ukrasti. Iako će način igre biti u potpunosti otvoren, igrači će da bi napredovali morati postupno ubijati 10 najboljih ubojica kako bi priča napredovala. Brojni side questovi će također postojati, a za njihov prelazak bit će te nagrađeni ili novcem ili novim oružjem. Igra će također imati i RPG elemenata, jer se spominje i dobivanje experience bodova. No, o tome proizvođači nisu htjeli reći nešto više...

## Kontrole
Kao i većina igara na Wii konzoli, Wiimote će se koristiti za mahanje mačevima, dok će nunchuk biti namijenjen kontroliranju Travisovih kretnji. Iako mahanje mačem neće direktno slijediti vaše pokrete Wiimoteom, igrači će biti u mogućnosti birati između tri levela visine, kao i micanja Wiimote kontrolera pod različitim kutovima. Većina će se napada izvršavati tipkom A dok će se tzv. finishing strikes potezi (kojima borba završava) izvoditi određenim kombinacijama zadanim na ekranu. Ako vaš mač izgubi energiju, morat će te protresti Wiimote da bi mu se enegrija vratila. No, mačevi nisu sve što zanima našeg Travisa. Naime, Travis će na svojim protivnicima moći iskoristiti znanje koje posjeduje o određenim pro-wrestling pokretima. Ti bi se potezi također trebali izvoditi uz pomoć Wiimotea...

## Zanimljivosti
- U nedavnom intervju, Goichi Suda je izjavio kako će igra biti nasilna, no na sasvim drukčiji način od njegova prijašnjeg projekta - Killer 7. Izjavio je i kako će nastojati da igra bude jednako, ili čak i više nasilna od Manhunta 2. Kao inspiraciju za igru naveo je film El Topo.

- Iako o multiplayeru još nije ništa rečeno niti potvrđeno, Suda je nagovijestio kako je veoma zainteresiran za online igranje i online mod u jednoj od njegovih nadolazećih igara. Ako ga ne bude u ovoj, njegova sljedeća igra će ga definitivno posjedovati.

- Još u travnju 2007. proizvođači su objavili kako je igra 70% završena. Iako je vizualno veoma slična igri Killer 7, engine je ustvari totalno drukčiji. Proizvođači obećaju i znatno realističnije pokrete likova u konačnoj verziji od onog što smo do sad vidjeli na trailerima.

- Za sada su poznate tek tri osobe koje će posuditi glas likovima iz igre. Robin Atkin Downes posudit će glas glavnom liku - Travisu, Quinton Flynn dat će glas Henryju te Kari Wahlgren čija je uloga u igri još uvijek nepoznata.

## Vanjske poveznice
- [neaktivna poveznica]
- Hrvatski Wii portal  Arhivirana inačica izvorne stranice od 14. veljače 2019. (Wayback Machine)